# Soldaat Wojtek
Soldaat Wojtek is een Nederlands kinderboek uit 2008, geschreven door Bibi Dumon Tak, uitgegeven door Querido. Het boek was tevens onderdeel van de boekenserie Vroege Lijsters 2022 van Noordhoff en werd door Stichting CPNB verkozen voor de juniorversie van Heel Nederland Leest, Heel de Klas Leest, in 2025.

## Verhaal
Het boek beschrijft de waargebeurde geschiedenis van de beer Wojtek die opgroeide bij een groep Poolse soldaten tijdens de Tweede Wereldoorlog.